# Pluma y Lápiz
Pluma y Lápiz fue una revista editada en la ciudad española de Barcelona entre 1900 y 1906.

## Descripción
La publicación, que llevaba el subtítulo de «semanario hispano-americano de literatura y arte», lanzó un total de doscientos setenta y ocho números entre noviembre de 1900 y febrero de 1906.
Entre sus colaboradores, se contaron Leopoldo Alas, Clarín, Antón Aragón Fernández, Manuel Argüello Mora, Antonio Astort, Carlos Baires, Pedro Barrantes, Enrique Bayona, Petra Blanco, Eduardo Blasco, Emilio Blasco, Eusebio Blasco, Ezequiel Boixet, Joaquín Borda, José Brissa, Bonifacio Byrne, Antonio Cánovas del Castillo y Vallejo, Alberto Casañal Shakery, Gonzalo Cerragería, José Cibils, Josefa Codina Umbert, Manuel del Corral Caballé, Deusdedit Criado, un A. Cruz Rivera, Juan Cueto, Emilio Donoso Cortés, José María Dotres, Miguel Durán Tortejada, Alejandro Dutary, José Echegaray, Juan Bautista Enseñat, José Fernández Bremón, Eduardo Flores, Federico Flores Galindo, Federico Flores García, Pilar Fontanilles de Béjar, Pedro Franco, Carlos Frontaura y Vázquez, Pompeyo Gener, Francisco Germá, Arturo Giménez Pastor, Concepción Gimeno de Flaquer, Francisco Giraldos Albesa, Fernando Gómez, Enrique Gómez Carrillo, José González Galé, Federico González Rabanada, Dolores Gonzalo Morón, Francisco Gras y Elías, Pedro Juan Guillén, Ángel Gutiérrez Pons, un A. Hernández Cid, Juan José Herranz, Alejandro Larrubiera, un R. M. de Latorre, Juan Gualberto López-Valdemoro y de Quesada, Manuel Martínez Barrionuevo, Luis Martínez Marcos, Augusto Martínez Olmedilla, Román Mayorga Ribas, Apeles Mestres, Camilo Millán, Manuel Millán y Vázquez, Eduardo Montesinos, Florencio Moreno Godino, Amado Nervo, Vicente Nicolau Roig, José Nogales, Silverio de Ochoa, Rafael Ochoa y Álvarez, Luis de Orea, Melchor de Palau y Catalá, Emilia Pardo Bazán, Juan Bautista Perales y Boluda, Julián Pérez Carrasco, Alfonso Pérez Gómez-Nieva, Dionisio Pérez Gutiérrez, Juan Pérez Zúñiga, Juan Peris Mencheta y Guix, Francisco Pi y Margall, Luis Planas de Taverne, Casimiro Prieto Costa, Juan Puyol Martínez, Emiliano Ramírez, Jerónimo J. Reina, Félix María Rivas, Eugenio Rodríguez Ruiz de la Escalera, un E. Rodríguez Méndez, Enrique Rodríguez Solís, un F. Rosuero de Segura, un R. Roura, Salvador Rueda y Santos, Rafael Ruiz López, Marcelo Sanz, Pedro Sañudo Autrán, Joaquín Segura, Eugenio Sellés, José Serra, Fernando Serrano Anguita, un J. Sierra de Luna, José de Siles, Francisco Silvela y de Le Vielleuze, José María Solís y Montoro, Emilio Teixidó, José María de Terán, Luis de Terán, Manuel de Tolosa Latour, Juan Tomás y Salvany, Julio Víctor Tomey, Torcuato Ulloa, José Umbert y Santos, Luis de Val, Juan Valero de Tornos, Mariano Vallejo y Florencio Vilaseca, entre otros.
En el ámbito gráfico, participaron personas como John Hassall, Manuel Obiols Delgado, Cecilio Pla, Marcelino de Unceta, Modesto Urgell y Carlos Vázquez Úbeda.